# Мошляк, Иван Никонович
Иван Никонович Мошляк (15 октября 1907 года, Родино, ныне Родинский район Алтайского края — 22 апреля 1981 года, Ленинград) — советский офицер, отличившийся в боях на озере Хасан, и военачальник в годы Великой Отечественной войны, Герой Советского Союза (25.10.1938). Генерал-майор (3.08.1953).

## Начальная биография
Иван Никонович Мошляк родился 15 октября 1907 года в селе Родино ныне Родинского района Алтайского края в крестьянской семье полного Георгиевского кавалера (за русско-японскую войну) Никона Кирилловича Мошляка. Отец переселился в Сибирь из Украины, как и большинство жителей деревни; по воспоминаниям И. Н. Мошляка в детстве он владел украинским языком лучше русского.
Окончил сельскую школу-семилетку в родном селе. Батрачил с детского возраста. В 1929 году вступил в комсомол.

## Военная служба

### Довоенное время
В феврале 1930 года был призван в ряды Красной Армии. Направлен на службу в 118-й стрелковый полк 40-й стрелковой дивизии Сибирского военного округа (Славгород). В 1930 году окончил полковую школу, в которой и продолжил службу. Был командиром отделения, помощником командира взвода, старшиной учебного батальона, командиром взвода снайперской команды, начальником снайперской команды. В 1931 году полк и дивизия в полном составе были переданы в состав Особой Краснознамённой Дальневосточной армии и переброшены на границу с оккупированной японцами Маньчжурией.
При введении воинских званий в РККА в 1935 году ему было присвоено звание младшего лейтенанта, через два года стал лейтенантом.
В 1932 году вступил в ВКП(б), в 1933 году окончил вечернюю школу-девятилетку. В мае 1938 года был избран секретарём партийной организации полка.
Лейтенант И. Н. Мошляк проявил героизм в боях у озера Хасан с 29 июля 1938 года. В боях за высоту Заозёрная 8 августа, взяв Красное Знамя у раненного знаменосца, первым ворвался на сопку, водрузил на ней алое полотнище. Раненный в голову и в грудь, он не покинул поля боя, а когда погиб командир батальона — принял командование на себя и добился выполнения боевой задачи.
Указом Президиума Верховного Совета СССР от 25 октября 1938 года за героизм и мужество, проявленные в боях с японскими милитаристами, лейтенанту Ивану Никоновичу Мошляку присвоено звание Героя Советского Союза.
4 ноября 1938 года в Кремле на награждении участников боевых действий у озера Хасан М. И. Калинин вручил Герою орден Ленина (медали «Золотая Звезда» тогда ещё не были учреждены, после их введения в 1939 году Ивану Мошляку вручили медаль за № 93). Кроме того, приказом наркома обороны СССР К. Е. Ворошилова от 4 ноября 1938 года наиболее отличившиеся участники боёв у озера Хасан были повышены в воинском звании, в соответствии с этим приказом лейтенант И. Н. Мошляк получил воинское звание капитан.
Из-за тяжелого ранения капитан Мошляк до апреля 1939 года находился в госпитале на лечении, оттуда был направлен в академию. В июне 1941 года окончил два курса Военной академии РККА имени М. В. Фрунзе. Весной 1941 года стал майором.

### Великая Отечественная война
Война застала его на отдыхе в Крыму. Добравшись до Москвы, до конца сентября прошёл ускоренную программу выпускного курса академии. Кроме учёбы, состоял в рекогносцировочной группе оборонительных рубежей Юго-Западного направления. В конце сентября назначен командиром 4-го стрелкового полка 2-й Московской стрелковой дивизии Сталинского района. В октябре 1941 года дивизия прибыла на фронт в состав 32-й армии Резервного фронта, но оставалась в резерве и занималась боевой подготовкой, тогда же была преобразована в 2-ю стрелковую дивизию. 7 ноября 1941 года майор И. Н. Мошляк во главе полка участвовал в параде войск на Красной площади. В ноябре 1941 года дивизия вступила в оборонительные бои под Крюково в ходе битвы за Москву.
В декабре 1941 года назначен начальником штаба 106-й стрелковой бригады, которая формировалась в городе Павлово Горьковской области. В апреле 1942 года бригада вошла в состав 61-й армии Брянского фронта, вела оборонительные бои юго-западнее города Белёв. С июля 1942 года — командир этой бригады, в составе оперативной группы генерал-лейтенанта Н. Е. Чибисова Брянского фронта участвовал в Воронежско-Ворошиловградской оборонительной операции под Воронежем. Тогда же стал подполковником. В конце 1942 года в составе 6-й армии Юго-Западного фронта бригада участвовала в Среднедонской и в Харьковской наступательных, в Харьковской оборонительной операциях. При выходе из окружения в бою 18 февраля 1943 года был ранен.
С 22 марта 1943 года командовал 62-й гвардейской стрелковой дивизией, которая воевала в 6-й, 1-й гвардейской, 37-й, 52-й, 4-й гвардейской армиях на Юго-Западном фронте, с октября 1943 — на 2-м Украинском фронте, с ноября 1944 — на 3-м Украинском фронте. Принимал участие в Изюм-Барвенковской наступательной операции, Донбасской стратегической операции, Запорожской, Кировоградской, Корсунь-Шевченковской, Уманско-Ботошанской, Ясско-Кишинёвской, Будапештской и Венской наступательных операциях, а также в Балатонской оборонительной операции. Дивизия отличилась при освобождении городов Старобельск, Изюм, Звенигородка, Боньхад, Секешфехервар и Дьёр. Под его командованием она получила почётные наименования «Звенигородская» (13.02.1944) и «Будапештская» (5.04.1945), была награждена орденами Богдана Хмельницкого 2-й степени (26.02.1944) и Красного Знамени (8.04.1944).

### Послевоенная карьера

Могила Мошляка на Серафимовском кладбище Санкт-Петербурга.

В январе 1946 года окончил ускоренный курс Высшей военной академии имени К. Е. Ворошилова и был назначен заместителем командира 53-й гвардейской стрелковой Тартуской Краснознамённой дивизии Московского военного округа, фактически же в должность не вступил (находился на лечении). С мая 1946 года занимал должность заместителя командира 98-й гвардейской стрелковой Свирской Краснознамённой дивизии в Московском и Дальневосточном военных округах. С ноября 1946 — командир созданной на её базе 98-й гвардейской воздушно-десантной дивизии. С февраля 1948 — заместитель командира 99-й гвардейской воздушно-десантной дивизии на Дальнем Востоке (ст. Монзовка). С октября 1948 — заместитель командира 15-й гвардейской стрелковой дивизии Прикарпатского военного округа, с августа 1949 по октябрь 1950 года — заместитель командира 24-й Самаро-Ульяновской Железной стрелковой дивизии этого округа. Затем опять отправлен учиться.
В октябре 1952 года окончил основной курс Высшую военную академию имени К. Е. Ворошилова и был назначен командиром 45-й гвардейской стрелковой Красносельской ордена Ленина Краснознамённой дивизии имени А. А. Жданова Ленинградского военного округа. С июля 1958 — заместитель командующего по боевой подготовке — начальник отдела боевой подготовки 7-й гвардейской армии Закавказского военного округа. С октября 1964 года служил на должности заместителя начальника Военной академии тыла и транспорта по оперативно-тактической и строевой подготовке. В июле 1968 года генерал-майор И. Н. Мошляк уволен в запас.
Жил в Ленинграде. Умер 22 апреля 1981 года. Похоронен на Серафимовском кладбище (2-й вязовый участок).

## Награды
- Медаль «Золотая Звезда» Героя Советского Союза (25.10.1938);
- два ордена Ленина (25.10.1938);
- два ордена Красного Знамени (27.02.1944, ...);
- орден Суворова 2-й степени (26.10.1943);
- орден Кутузова 2-й степени (28.04.1945);
- два ордена Отечественной войны 1-й степени (15.09.1944, ...);
- орден Трудового Красного Знамени (19.02.1968);
- орден Красной Звезды (3.11.1944);
- Медаль «За оборону Москвы»;
- Медаль «За взятие Будапешта»;
- Медаль «За взятие Вены»;
- другие медали СССР;
- орден «Легион почёта» (США) (август 1944)[6];
- орден Тудора Владимиреску 2-й степени (Румыния).

## Память
- Бюст Ивана Никоновича Мошляка установлен в селе Родино Родинского района Алтайского края.
- В его честь названо рыболовное судно проекта СТР-503[7].
- Имя увековечено на Мемориале Славы в Барнауле.
- Памятник Героям Хасана - памятник федерального значения, авторы скульптор А.В.Файндыш-Крандиевский, архитекторы М.О.Бариз и  А.Я.Колпина, расположен на вершине сопки Крестовая п. Краскино. Высота 17 метров. На бетонном постаменте стоит  бронзовая фигура знаменосца, поднимающего двумя руками знамя. На передней стене постамента надпись «Героям Хасана».  Бронзовая фигура отлита в Ленинграде – вес около 40 тонн.
- В его честь переименовали одну из улиц с.Белозорье, Черкасской области, Украина

## Сочинения
- Лейтенант И. Мошляк. Штурм Заозёрной. // «Известия», № 245 (6712) от 20 октября 1938. — С.3.
- У озера Хасан. — М.: Детиздат ЦК ВЛКСМ, 1939.
- Вспомним мы пехоту… / Лит. запись Л. И. Парфёнова. — М.: Воениздат, 1978.